# Bayrambaşı, Silvan
Bayrambaşı là một xã thuộc huyện Silvan, tỉnh Diyarbakır, Thổ Nhĩ Kỳ. Dân số thời điểm năm 2008 là 1.732 người.